# Nuoto ai campionati mondiali di nuoto 2019 - 400 metri misti femminili
La gara di nuoto dei 400 metri misti femminili dei campionati mondiali di nuoto 2019 è stata disputata il 28 luglio presso il Nambu International Aquatics Centre di Gwangju. Vi hanno preso parte 26 atlete provenienti da 21 nazioni.

## Podio
| Posizione | Atleta         | Nazionalità |
| --------- | -------------- | ----------- |
| Oro       | Katinka Hosszú | Ungheria    |
| Argento   | Ye Shiwen      | Cina        |
| Bronzo    | Yui Ōhashi     | Giappone    |

## Programma
| Data           | Ora (UTC+9) | Turno    |
| -------------- | ----------- | -------- |
| 28 luglio 2019 | 10:30       | Batterie |
| 28 luglio 2019 | 21:19       | Finale   |

## Record
Prima della manifestazione il record del mondo e il record dei campionati erano i seguenti.
| Record mondiale       | 4'26"36 | Katinka Hosszú Ungheria | 6 agosto 2016 Rio de Janeiro, Brasile |
| Record dei campionati | 4'29"33 | Katinka Hosszú Ungheria | 30 luglio 2017 Budapest, Ungheria     |

## Risultati

### Batterie[2]
| Pos. | Batteria | Corsia | Atleta                 | Nazionalità   | Tempo   | Note |
| ---- | -------- | ------ | ---------------------- | ------------- | ------- | ---- |
| 1    | 3        | 4      | Katinka Hosszú         | Ungheria      | 4'35"40 | Q    |
| 2    | 2        | 4      | Yui Ōhashi             | Giappone      | 4'37"23 | Q    |
| 3    | 3        | 7      | Ye Shiwen              | Cina          | 4'37"66 | Q    |
| 4    | 3        | 1      | Emily Overholt         | Canada        | 4'37"90 | Q    |
| 5    | 3        | 3      | Ally McHugh            | Stati Uniti   | 4'38"32 | Q    |
| 6    | 3        | 5      | Fantine Lesaffre       | Francia       | 4'38"40 | Q    |
| 7    | 2        | 6      | Sydney Pickrem         | Canada        | 4'38"59 | Q    |
| 8    | 2        | 1      | Zsuzsanna Jakabos      | Ungheria      | 4'38"93 | Q    |
| 9    | 3        | 6      | Brooke Forde           | Stati Uniti   | 4'39"74 |      |
| 10   | 2        | 2      | Kim Seo-yeong          | Corea del Sud | 4'40"55 |      |
| 11   | 2        | 3      | Aimee Willmott         | Regno Unito   | 4'41"24 |      |
| 12   | 2        | 7      | Anja Crevar            | Serbia        | 4'41"59 |      |
| 13   | 3        | 2      | Mireia Belmonte        | Spagna        | 4'42"16 |      |
| 14   | 2        | 0      | Yu Yiting              | Cina          | 4'42"52 |      |
| 15   | 3        | 0      | Victoria Kaminskaya    | Portogallo    | 4'43"03 |      |
| 16   | 2        | 5      | Ilaria Cusinato        | Italia        | 4'43"27 |      |
| 17   | 2        | 8      | Viktoriya Zeynep Güneş | Turchia       | 4'46"01 |      |
| 18   | 3        | 9      | Jimena Pérez           | Spagna        | 4'47"51 |      |
| 19   | 3        | 8      | Nguyễn Thị Ánh Viên    | Vietnam       | 4'47"96 |      |
| 20   | 1        | 2      | Katja Fain             | Slovenia      | 4'48"24 |      |
| 21   | 2        | 9      | Barbora Závadová       | Rep. Ceca     | 4'48"93 |      |
| 22   | 1        | 5      | Rebecca Meder          | Sudafrica     | 4'53"99 |      |
| 23   | 1        | 6      | Azzahra Permatahani    | Indonesia     | 4'58"19 |      |
| 24   | 1        | 7      | Maria Fe Muñoz         | Perù          | 4'58"62 |      |
| 25   | 1        | 4      | Aleksandra Knop        | Polonia       | 5'00"77 |      |
| 26   | 1        | 3      | Claudia Gadea          | Romania       | 5'01"11 |      |

### Finale[3]
| Pos. | Corsia | Atleta            | Nazionalità | Tempo   | Note |
| ---- | ------ | ----------------- | ----------- | ------- | ---- |
|      | 4      | Katinka Hosszú    | Ungheria    | 4'30"39 |      |
|      | 3      | Ye Shiwen         | Cina        | 4'32"07 |      |
|      | 5      | Yui Ōhashi        | Giappone    | 4'32"33 |      |
| 4    | 1      | Sydney Pickrem    | Canada      | 4'36"72 |      |
| 5    | 6      | Emily Overholt    | Canada      | 4'37"42 |      |
| 6    | 2      | Ally McHugh       | Stati Uniti | 4'38"34 |      |
| 7    | 8      | Zsuzsanna Jakabos | Ungheria    | 4'39"15 |      |
| 8    | 7      | Fantine Lesaffre  | Francia     | 4'39"68 |      |